# ماريو جرجس
ماريو جرجس (بالفرنسية: Mario Gerges)‏ (ولد في 20 نوفمبر 1995 في مونتريال، كندا) لاعب كرة قدم مصري كندي يجيد اللعب في مركز حارس المرمى. يلعب حاليا لصالح الاتفاق البحريني منذ 2020.